# Huang Zhong
Huang Zhong (mort el 220 EC) va ser un general militar que serví sota el senyor de la guerra Liu Bei durant el període de la tardana Dinastia Han Oriental de la història xinesa. Va ser més conegut per la seva victòria en la batalla del Mont Dingjun, en la qual la seva força derrotà la de Xiahou Yuan, que va ser assassinat durant la batalla. Pels seus mèrits, Huang Zhong va ser situat entre els cinc generals principals de Shu Han, més tard popularitzats com els Cinc Generals Tigres.
Huang Zhong ha estat retratat en la literatura popular i l'art com un general ancià amb un vigor i constitució juvenils. Això no obstant, poc va ser documentat sobre ell en els registres històrics i només se sap que era més vell que Guan Yu.